# Apolinary Thieme

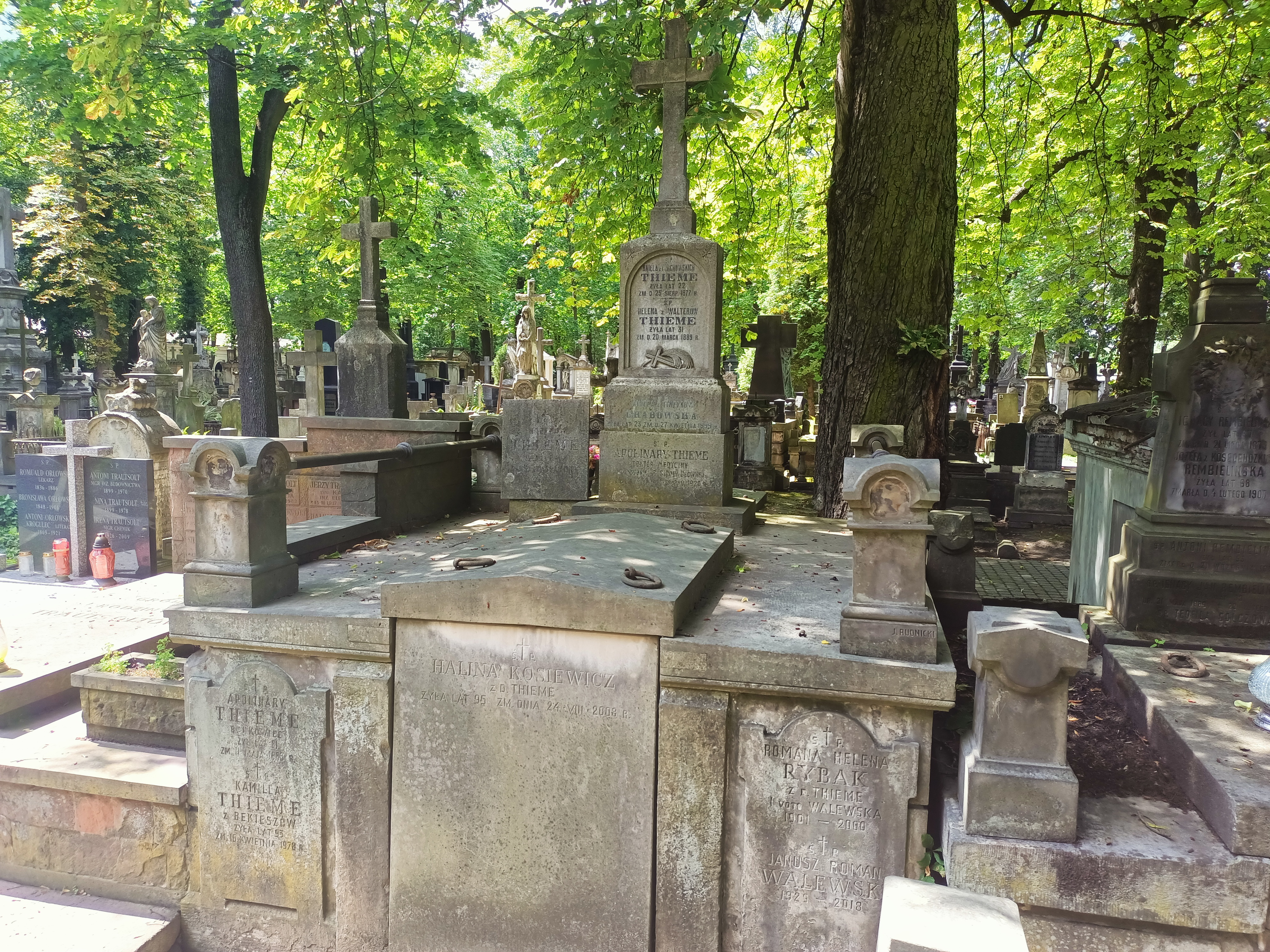
Grób Apolinarego Thieme na Cmentarzu Powązkowskim w Warszawie

Apolinary Thieme (ur. 23 lipca 1846 w Warszawie, zm. 11 grudnia 1920 tamże) – polski ginekolog, położnik, twórca, właściciel i dyrektor pierwszego w Warszawie Zakładu Ginekologicznego, autor wielu prac z zakresu swojej specjalności w polskich i zagranicznych czasopismach medycznych.

## Życiorys
Syn Karola Ferdynanda Thieme, pułkownika wojsk polskich i Rozamundy zd. Muller. Od r. 1864 uczęszczał na Wydział lekarski Szkoły Głównej Warszawskiej, gdzie w styczniu 1870 r. otrzymał tytuł lekarza. Następnie rozszerzał zakres swojej wiedzy lekarskiej w klinikach w Wiedniu, Pradze i Berlinie. W Wiedniu uzyskał tytuł magistra akuszerii i chorób kobiecych. W 1871 został asystentem kliniki położniczej warszawskiej prof. Tyrchowskiego, następnie jej ordynatorem.
W 1890 w wybudowanym przez siebie budynku przy ul. Marszałkowskiej 45 w Warszawie utworzył pierwszy w stolicy Zakład Ginekologiczny, którego pozostał przez wiele lat dyrektorem. W zakładzie pracowali lekarze, m.in. Borysowicz, Bruehl, Gromadzki, Jaskłowski, Kuniewicz, Natanson, Thieme, Tyrchowski, Winawar.
Apolinary był trzykrotnie żonaty. Z małżeństwa z Anielą Tyrchowską (1855–1877) miał córkę, Anielę (1876–1899), żonę Antoniego Grabowskiego (majątek Lasochów, woj. kieleckie, zm. 1925 r.); z drugiego małżeństwa z Heleną Walter (1858–1889) syna Apolinarego (1881–1963) i córkę Julię (1885–1979), żonę dr. Ludwika Bryndza-Nackiego (1877–1962) oraz z trzeciego małżeństwa z Heleną Koźlicką, córkę Romanę (1901–2000).
Pochowany na cmentarzu Stare Powązki w Warszawie w kwaterze 181-5-12/13.

## Wybrane prace i artykuły
- O wydobywaniu główki płodu przedziurawionej i wymóżdżonej za pomocą kranioklastu. Z kliniki K. Brauna w Wiedniu, Klinika, t. VIII, 1871, s. 81;
- O wartości obrotu płodu na nóżkę, sposobem Braxton'a Hicks dokonanego, przy łożysku poprzedzającem, Klinika, t. VIII, 1871, s. 289-295, 305-309.
- Położnictwo dla użytku akuszerek, Warszawa, nakł. autora, druk J. Ungra, 1872,
- Zarośnięcie zupełne ust macicznych (Atresia ostii uteri completa acquisita); utworzenie sztucznego otworu (Hysterotomia); poród ukończony siłami natury. Spostrzeżenia z kliniki położniczej prof. Tyrchowskiego, Medycyna, 1873, nr 6, 7,
- Poród czasowy - wydnięcie pępowiny przy położeniu płodu czołowem - wydobycie główki zaklinowanej kleszczami - zapalenie wnętrza macicy i pochwy - zapalenie kataralne pod koniec zgorzelinowe pęcherza moczowego - rozerwanie disatsis i zapalenie spojenia biodro-krzyżowego, lewego - krwotoki maciczne w połogu - śmierć, Medycyna, 1874, nr 32, 33,
- Trzy przypadki dobrowolnego peknięcia macicy podczas połogu. Spostrzeżenia z kliniki położniczej prof. Tyrchowskiego w Warszawie, Medycyna, 1874, nr 38, 39
- Ruptura uteri spontanea, dwa przypadki, Pamiętnik Towarzystwa lekarskiego Warszawskiego, t. LXX, 1874, s. 22
- Poród, disatasis symphyseos sacro-iliacae, Pamiętnik Towarzystwa lekarskiego Warszawskiego, t. LXX, 1874, s. 23
- O podskórnem zastrzykiwaniu ergotiny, Pamiętnik Towarzystwa lekarskiego Warszawskiego, t. LXXII, 1876, s. 351,